# Johannes Baptist (Altenbüren)

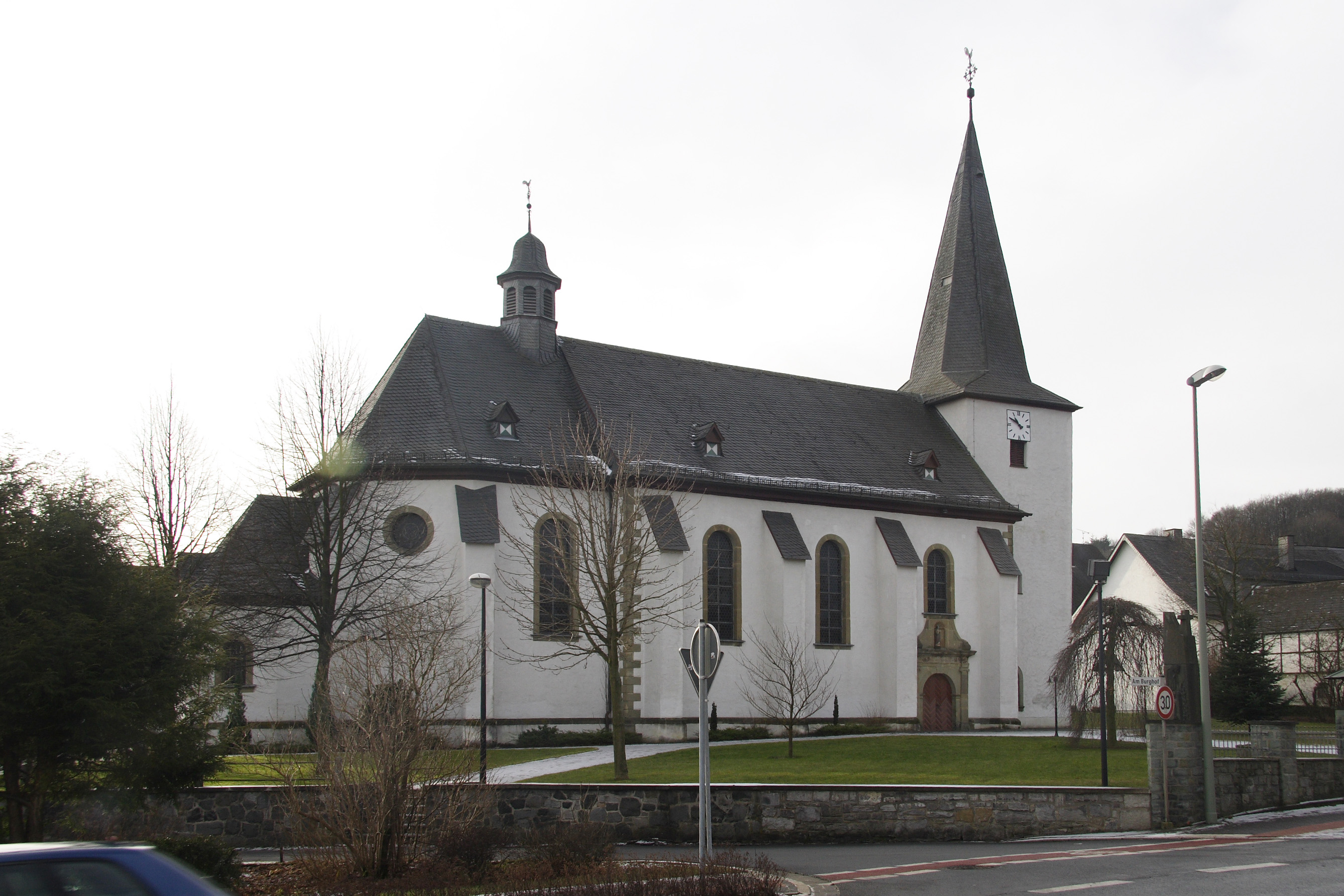
Johannes Baptist

Die katholische Pfarrkirche St. Johannes Baptist und St. Agatha ist ein denkmalgeschütztes Kirchengebäude in Altenbüren, einem Ortsteil von Brilon im Hochsauerlandkreis (Nordrhein-Westfalen).

## Geschichte und Architektur
In dem im frühen 14. Jahrhundert entstandenen Liber Valoris wurde Altenbüren noch nicht als eigenständige Pfarrkirche erwähnt. Nach einer späteren Fortschreibung dieses Verzeichnisses gab es im Ort anscheinend eine Filialkirche der Briloner Kirche. Im Jahr 1553 wurde erstmals eine eigenständige Pfarrkirche genannt. In dem entsprechenden Dokument wurde Johannes Baptist als Patron aufgeführt. Während noch 1716 Johannes Baptist als alleiniger Kirchenpatron nachweisbar ist, wurde im Jahr 1913 Agathe als zusätzliche Patronin erwähnt. Der Turm in seiner als Wehrturm errichteten Form stammt aus dem Jahr 1652. Das Haupttor ist rundbogig mit Kapitellen zwischen Pilastern aus Rüthener Sandstein gebaut.
Da die Kirche sich in einem baulich schlechten Zustand befand, wurde von 1785 bis 1786 der Bau eines neuen Kirchenschiffes begonnen. Wegen fehlender finanzieller Mittel wurde der Bau eingestellt und konnte erst 1804 fortgesetzt werden. Bis dahin musste in einem langwierigen Prozess gegen den Grafen Bocholtz aus Alme als Zehntherrn dessen Baupflicht erstritten werden. Das Gebäude wurde 1807 vollendet. Der verputzte, dreijochige Bruchsteinsaal in romanischem Stil schließt mit einem eingezogenen Chor. Im Inneren ruhen Kreuzgratgewölbe auf flachen Wandvorlagen. Die Sakristei befindet sich im Osten. Der Glockenstuhl wurde 1898 erneuert.
Eine erneute Restaurierung wurde 1996 begonnen. Im Gewölbe, im Turm und im Dachstuhl waren noch Beschussschäden aus dem Zweiten Weltkrieg vorhanden. Der komplette Außenputz der Kirche wurde erneuert und die gesamte Kirche weiß gestrichen.

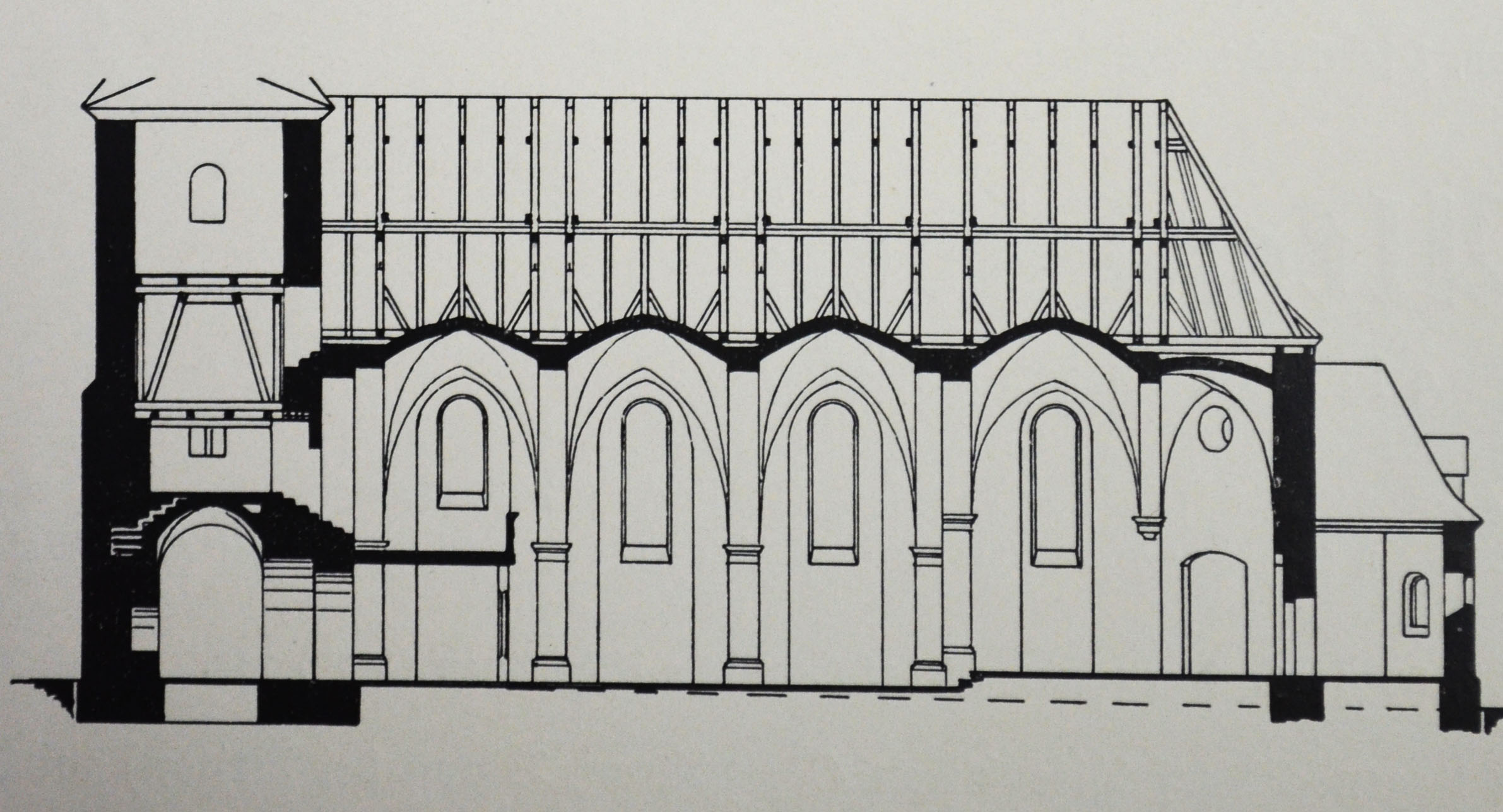
Längsschnitt
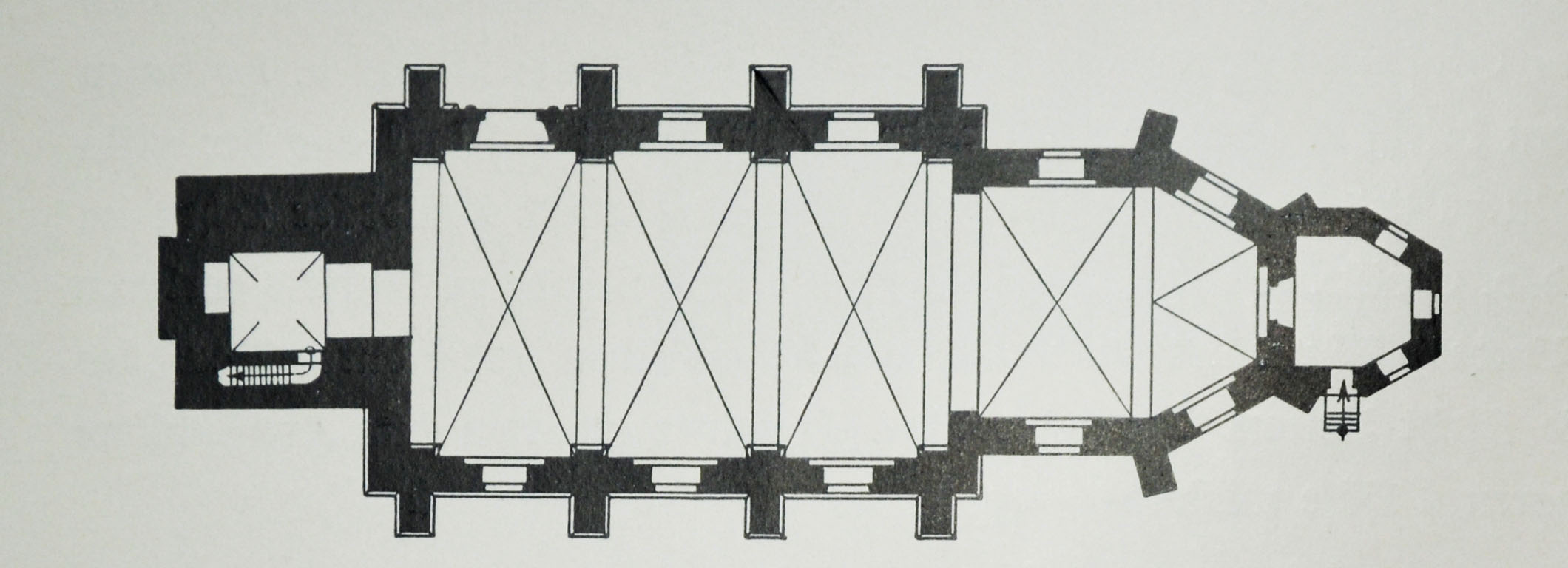
Grundriss
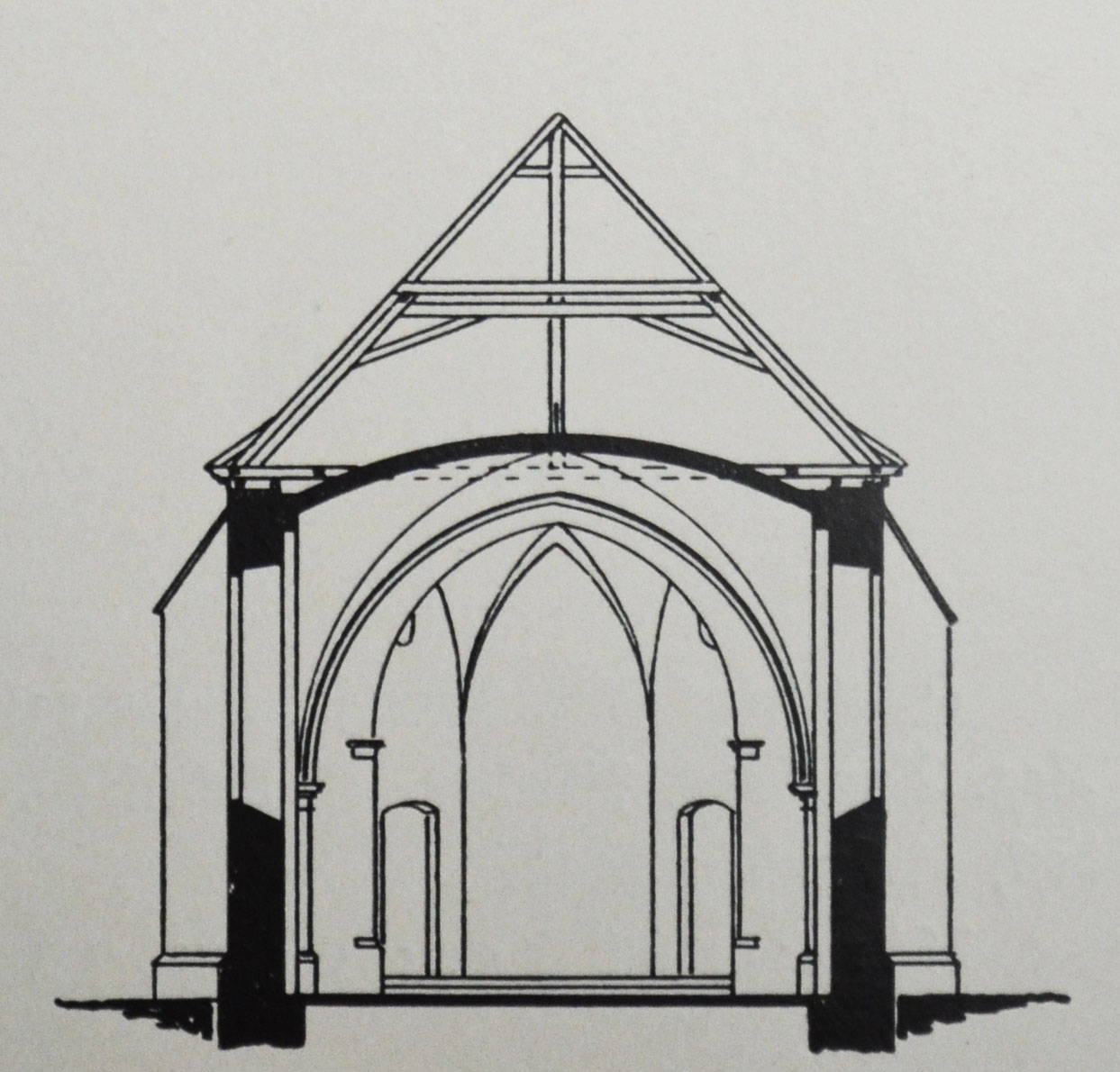
Querschnitt

## Inventar
- Hochaltar, Ende des 17. Jahrhunderts aus Holz gearbeitet mit den Figuren der heiligen Agatha und  Johannes dem Täufer, außerdem Statuen der Apostel Petrus und Paulus. Rechts und links des Altares stehen die Figuren des Hl. Nikolaus und eines Papstes (Clemens). Vervollständigt wird der Altar durch ein Strahlenkreuz, eine Sonnenmonstranz und zwei Reliquiare. Den oberen Abschluss bildet eine von schwebenden Engeln getragene Krone.
- Die Kanzel aus Holz wurde um 1720 von einer Giershagener Werkstatt gebaut. Die Brüstung ist durch gewundene Säulen und Nischen gegliedert, in denen die Figuren der Evangelisten stehen.[6]
- Der Seitenaltar ist ein hohes Ädikularetabel mit Puttenköpfen und Fruchtgehängen. Er wurde zum Ende des 17. Jahrhunderts angefertigt und stand ursprünglich in Rüthen. Der Tabernakel wurde nachträglich eingefügt.
- Taufstein, 1778 in Muschelform aus weiß geädertem schwarzen Sauerländer Schiefer
- Der Beichtstuhl mit einer Figur des heiligen Nepomuk aus dem 18. Jahrhundert.
- Zwei Apostelkreuze wurden 1971 bei Renovierungsarbeiten freigelegt.
- Nische mit einer Figur des Johannes Baptist und einer Inschrift TECTO DICATO MANE SANCTE PROPHETA JOES PATRONVS (1807)
- Das Geläut besteht aus drei Sonderbronzeglocken, gegossen 1946 von Albert Junker in Brilon und gestimmt auf es', ges' und as'. Im Dachreiter hängt noch eine Kleppglocke.

## Außenanlagen
- Bis 1849 wurden verstorbene Gemeindemitglieder auf dem Friedhof rund um die Kirche beerdigt.
- Von 1925 bis 1966 stand ein Ehrenmal vor der Kirche, dies fiel der Verkehrsplanung zum Opfer. Später wurden auf dem Kirchplatz ein neues Denkmal sowie ein Brunnen errichtet.